# 貝利冰原島峰
75°40′S 140°2′W / 75.667°S 140.033°W
貝利冰原島峰（英語：Bailey Nunatak）是南極洲的冰原島峰，位於瑪麗伯德地，處於帕特里奇特冰原島峰和威爾金斯冰原島峰之間，海拔高度1,010米，美國地質調查局根據測量和該國海軍的空中照片繪入地圖，現時由南極條約體系管理。